# Sarcinomyces
Sarcinomyces är ett släkte av svampar som först beskrevs av Paul Lindner. Sarcinomyces ingår i divisionen sporsäcksvampar, Ascomycota och riket svampar, Fungi.

## Dottertaxa tillSarcinomyces, i alfabetisk ordning[1][2]
- Sarcinomyces crustaceus Lindner, 1898